# نسل پنجم امواج رادیویی جدید

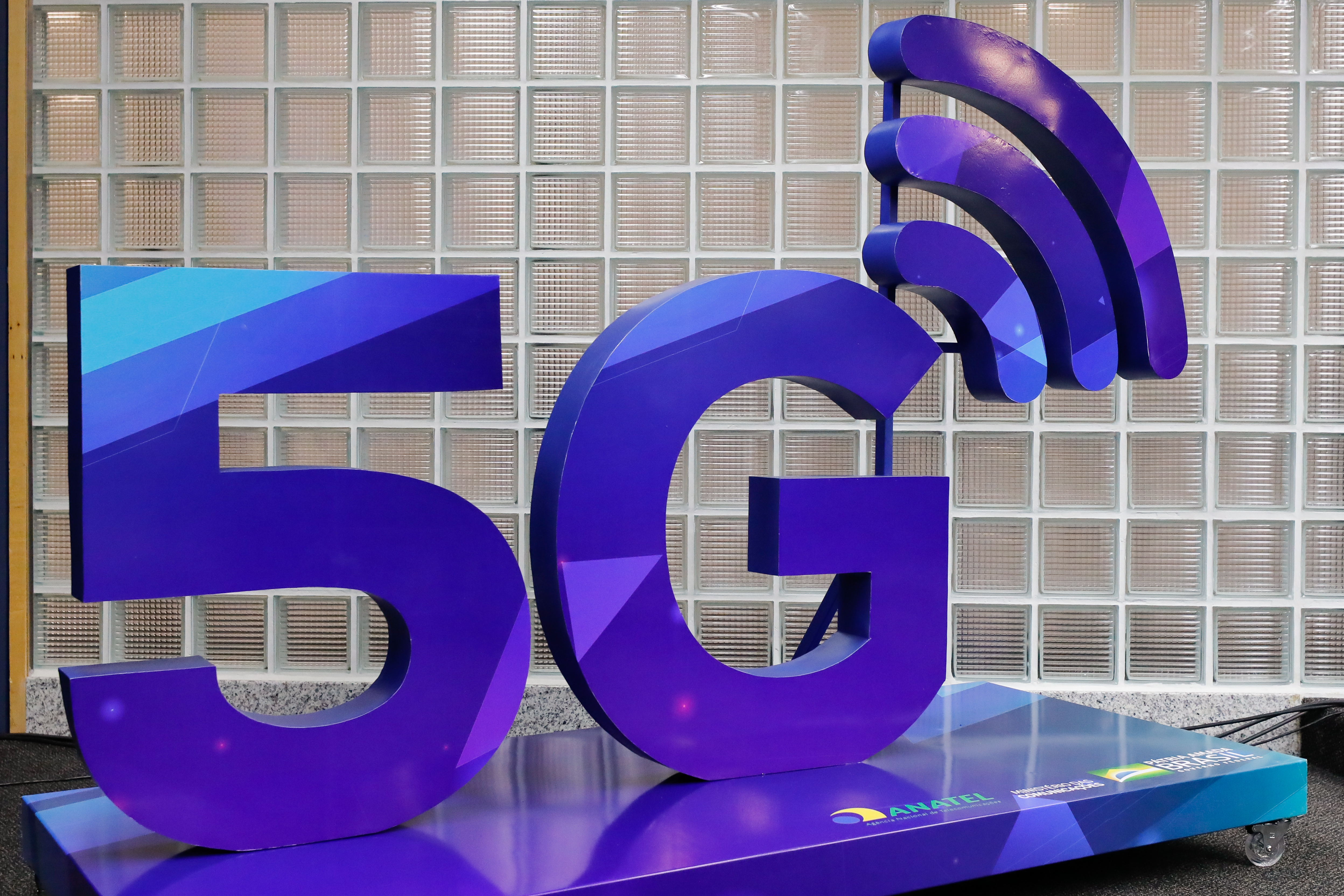
نسل پنجم امواج رادیویی

نسل پنجم امواج رادیویی جدید (انگلیسی: 5G NR)یک فناوری دسترسی رادیویی است که برای نسل پنجم شبکه تلفن همراه توسط پروژه مشارکتی نسل سوم شبکه تلفن همراه توسعه پیدا کرده‌است. این استاندارد برای این منظور طراحی شده‌است که استاندارد جهانی واسط هوایی شبکه‌های نسل پنجم باشد.
سری ۳۸ مشخصات تعیین شده توسط پروژه مشارکتی نسل سوم شبکه تلفن همراه جزئیات فنی امواج رادیویی جدید فناوری دسترسی رادیویی پس از ال‌تی‌ای را مشخص می‌کند.
مطالعه امواج رادیویی جدید در سال ۲۰۱۵ شروع شد و اولین مشخصات در پایان سال ۲۰۱۷ در دسترس قرار گرفتند. در حالی که استانداردسازی در جریان بود در بخش صنعت نیز تلاش‌هایی برای پیاده‌سازی زیرساخت منطبق با پیش‌نویس استاندارد در جریان بود.

## باندهای بسامدی
نسل پنجم امواج رادیویی جدید از دو بازه بسامدی استفاده می‌کند:
۱. بازه بسامدی ۱ که شامل بازهای بسامدی زیر ۶ گیگاهرتز می‌شود
۲. بازه بسامدی ۲ که شامل بسامد بس‌بالا بین ۲۴ تا ۱۰۰ گیگاهرتز می‌شود